# De Volgers
De Volgers was een Nederlands televisieprogramma dat uitgezonden werd door SBS6 en terug te kijken is via streamingdienst KIJK. De presentatie van het programma is in handen van Dyantha Brooks.

## Format
In het programma gaan iedere aflevering twee andere bekende Nederlanders de strijd met elkaar aan in verschillende wedstrijden, hierbij moeten zij de hulp inschakelen van hun online-volgers. Dit doen ze door middel van oproepen via hun online-kanalen, zoals Instagram en TikTok, met als doel om te kijken wie de meeste trouwe, beste en snelste volgers heeft.

## Afleveringen
| Afl | Uitzenddatum | Kandidaten           | Kandidaten     | Kijkcijfers |
| --- | ------------ | -------------------- | -------------- | ----------- |
| 1   | 12 juli 2025 | Kalvijn              | Kim Feenstra   | 224.000     |
| –   | –            | Koen Pieter van Dijk | Maxime Meiland | –           |
| –   | –            | Samantha Steenwijk   | Sylvia Geersen | –           |
| –   | –            | Dries Roelvink       | Dave Roelvink  | –           |
| –   | –            | Jandino Asporaat     | Janice Blok    | –           |

## Achtergrond
Het programma dat geproduceerd werd door Talpa Studios werd in mei 2025 voor het eerst aangekondigd als het nieuwe zomerprogramma van televisiezender SBS6, met Dyantha Brooks als presentatrice. De opnames van het programma vonden rond juni 2025 plaats. De bekende Nederlanders die met elkaar de strijd aan gaan werden op 30 juni 2025 officieel bekend gemaakt. Het programma stond oorspronkelijk gepland op 5 juli 2025 van start te gaan op SBS6, door onbekende redenen werd de start van het programma met een week uitgesteld naar 12 juli 2025.
Na één aflevering werd het programma van de buis gehaald, wegens tegenvallende kijkcijfers. Volgens gelekte lineaire cijfer werd de eerste aflevering door 174.000 kijkers bekeken. Het officiële kijkcijfer van de aflevering kwam op 224.000. Het programma werd te goedkoop en te kinderachtig gevonden waardoor teveel kijkers weg zapten bij de eerste aflevering. Ook TV-recensenten kraakten het programma volledig af. Het programma werd vervangen door herhalingen van Code van Coppens: De wraak van de Belgen.